# Austrochaperina alexanderi
Austrochaperina alexanderi ist ein Frosch aus der Familie der Engmaulfrösche (Microhylidae). Er gehört zu Unterfamilie der Papua-Engmaulfrösche (Asterophryinae). 

## Beschreibung
Die Körperlänge (snout-urostyle length) betrug bei vier untersuchten adulten Männchen 42,2 bis 44,4 Millimeter und bei einem noch juvenilen Männchen 36,1 Millimeter. Damit gehört Austrochaperina alexanderi zu den großen Arten der Gattung Austrochaperina. Die Augen sind groß, das Verhältnis Augendurchmesser zu Körperlänge beträgt 0,127 bis 0,147. Das Tympanum ist klein, das Verhältnis Tympanumdurchmesser zu Augendurchmesser beträgt 0,26 bis 0,30. Die Tiere besitzen hinter den Augen einen blassen Streifen, der bis zur Schulterregion reicht.
Die Balzrufe bestehen aus Tönen, die zwischen 100 und 120 Millisekunden lang sind und eine Wiederholungsraten von 1,8 bis 2,4 Tönen/Sekunde aufweisen.

## Verbreitung
Austrochaperina alexanderi kommt im Muller Range in Papua-Neuguinea vor. Die bislang bekannten Exemplare wurden entlang eines kleinen Bereichs an einem langsam fließenden und klaren Fließgewässer gefunden. Dieses entspringt in der Nähe des Sawetau Camp aus dem Kalkstein und verschwindet ca. 50 Meter stromabwärts wieder in den Untergrund.

## Lebensweise
Die Rufe der Männchen sind nachts nach Regenfällen vom Boden in der Nähe des Fließgewässers zu hören. Alle beobachteten Exemplare hielten sich innerhalb eines Abstands von 2 Metern vom Ufer auf.

## Systematik
Austrochaperina alexanderi wurde 2014 von Rainer Günther, Stephen J. Richards und Chris Dahl erstbeschrieben. Der Artname alexander bezieht sich auf den Enkel des Seniorautors der Erstbeschreibung, Alexander Werner.

## Belege
- Rainer Günther, Stephen J. Richards, Chris Dahl: Nine new species of microhylid frogs from the Muller Range in western Papua New Guinea (Anura, Microhylidae). Vertebrate Zoology, 64 (1), S. 59–94.